# Lac Saint-Louis
Lac Saint-Louis (engelska: Lake Saint-Louis) är en sjö i sydvästra Québec, Kanada, vid sammanflödet av Saint Lawrencefloden och Ottawafloden. Saint Lawrenceleden passerar genom sjön. Det finns många fiskarter i sjön, bland andra gul abborre.